# Cerea
Cerea é um comune italiano da região do Vêneto, província de Verona, com cerca de 15.255 habitantes. Estende-se por uma área de 70,4 km², tendo uma densidade populacional de 218 hab/km². Faz fronteira com Angiari, Bergantino (RO), Bovolone, Casaleone, Concamarise, Legnago, Melara (RO), Ostiglia (MN), San Pietro di Morubio, Sanguinetto.

## Demografia
| Variação demográfica do município entre 1861 e 2011                               |
|                                                                                   |
| Fonte: Istituto Nazionale di Statistica (ISTAT) - Elaboração gráfica da Wikipedia |